# Uzzano
Uzzano es una localidad italiana de la provincia de Pistoia, región de Toscana, con 5.340 habitantes.

Ubicación de la ciudad de Uzzano dentro de la provincia de Pistoia.

## Evolución demográfica
| Gráfica de evolución demográfica de Uzzano entre 1861 y 2001 |
|                                                              |
| Fuente ISTAT - Elaboración gráfica por parte de Wikipedia    |